# Myrmarachne piercei
Myrmarachne piercei är en spindelart som beskrevs av Banks 1930. Myrmarachne piercei ingår i släktet Myrmarachne och familjen hoppspindlar. Inga underarter finns listade i Catalogue of Life.